# Bohdan Paczyński
Bohdan Paczyński o Bohdan Paczynski (Vílnius, 8 de febrer de 1940 - 19 d'abril de 2007) va ser un astrònom i astrofísic lituà-polonès, destacat pels seus treballs sobre l'evolució estel·lar, els discs d'acreció i els esclats de raigs gamma. Es va formar a la Universitat de Varsòvia.

## Biografia
El 1981 es va traslladar als Estats Units, on va ser professor d'astrofísica en la càtedra de The Lyman Spitzer Jr. de la Universitat de Princeton. Va ser l'iniciador del projecte polonès per a descobrir matèria fosca en l'espai, denominat Optical Gravitational Lensing Experiment i de l'All Sky Automated Survey, també polonès, destinat a monitorar la fotometria d'aproximadament 10 milions d'estrelles.
Els seus nous mètodes per al descobriment d'objectes estel·lars i realitzar el càlcul de la seva massa usant lents gravitacionals, van suposar el seu reconeixement científic internacional.
Va ser també un dels primers astrofísics a proposar que els brots de llamps gamma es produïen a distàncies astronòmiques. Els seus treballs es van concentrar en l'evolució estel·lar, les lents gravitacionals, les microlents gravitacionals, les estrelles variables, els brots de llamps gamma i l'estructura galàctica.

## Reconeixements
El 1999, es va convertir en el primer astrònom a rebre els tres premis principals de la Royal Astronomical Society, en guanyar la Medalla d'Or, després d'haver guanyat la Medalla d'Eddington el 1987 i el George Darwin Lectureship el 1995.
Entre els seus reconeixements destaca el doctorat honoris causa per la Universitat de Vratislavia que va rebre el 29 de juny de 2005 i el de la Universitat Nicolaus Copernicus de Toruń el 22 de setembre de 2006.
Va morir de càncer cerebral el 19 d'abril de 2007 a Princeton, Nova Jersey.